# Fondali dell'isola di Ustica
Fondali dell'isola di Ustica este o arie protejată (arie specială de conservare — SAC, sit de importanță comunitară — SCI) din Italia întinsă pe o suprafață de 16.214 ha, integral marine.

## Localizare
Centrul sitului Fondali dell'isola di Ustica este situat la coordonatele 38°40′02″N 13°10′27″E / 38.667162°N 13.174031°E.

## Înființare
Situl Fondali dell'isola di Ustica a fost declarat sit de importanță comunitară în septembrie 1995 pentru a proteja 2 specii de animale. Situl a fost protejat și ca arie specială de conservare în iunie 2019.

## Biodiversitate
Situată în ecoregiunea mediteraneană, aria protejată conține 3 habitate naturale: Straturi cu Posidonia (Posidonion oceanicae), Peșteri marine scufundate complet sau parțial, Recifuri.
La baza desemnării sitului se află mai multe specii protejate:
- mamifere (1): delfin mare (Tursiops truncatus)
- reptile (1): Caretta caretta

Pe lângă speciile protejate, pe teritoriul sitului au mai fost identificate 11 specii de plante, 1 specie de mamifere, 36 de specii de nevertebrate, 8 specii de pești.